# Foy Draper
Foy Draper (Georgetown, 26 de novembro de 1913 – Norte da África, 4 de fevereiro de 1943) foi um velocista e campeão olímpico norte-americano
Aluno da Universidade do Sul da Califórnia, foi campeão amador intercolegial dos 200 m rasos em 1935. Com apenas 1,65 m, quebrou o recorde mundial das 100 jardas com a marca manual de 9s4. Em Berlim 1936, integrou o revezamento 4x100 m que conquistou a medalha de ouro com novo recorde mundial, 39s8, ao lado de Ralph Metcalfe, Frank Wykoff e de uma lenda do atletismo olímpico, Jesse Owens.
Durante a II Guerra Mundial integrou a Força Aérea dos Estados Unidos. Servindo como piloto de bombardeiro leve Douglas A-20 Havok, em 4 de fevereiro de 1943 decolou com sua tripulação de Fonduck, Tunisia, para dar apoio aéreo às tropas americanas que lutavam no Passo de Kasserina contra as tropas de Erwin Rommel. Draper e sua tripulação nunca retornaram nem seus corpos foram encontrados e foram dados como desaparecidos em missão; há um túmulo com seu nome no cemitério e memorial norte-americano do Norte da África em Cartago, Tunísia.